# Лампедуза філфланська
Лампедуза філфланська (Lampedusa imitatrix) — вид наземних черевоногих молюсків з родини Clausiliidae.

## Поширення
Ендемік Мальти. Поширений на заході острова Мальта та невеликому острівці Фільфла. У межах свого ареалу вид обмежений карстовими угіддями, що межують з прибережними скелями або покривають внутрішні пагорби.